# Marion County (Mississippi)
 For alternative betydninger, se Marion County. (Se også artikler, som begynder med Marion County)
Marion County er et county i den amerikanske delstat Mississippi.
31°14′N 89°49′V / 31.23°N 89.82°V